# Humo Masters
Das Humo Masters war ein Anfang der 1990er-Jahre insgesamt drei Mal als Non-ranking-Turnier ausgetragenes professionelles Snookerturnier und damit ohne Einfluss auf die Weltrangliste. Das Turnier wurde jeweils in Antwerpen ausgetragen und 1990 sowohl durch 555 als auch durch Humo gesponsert, wobei sich die erstere Firma im Anschluss von dieser Position zurückzog. Während die Erstausgabe des Turnieres John Parrott gewann und 1991 mit Mike Hallett ein weiterer Engländer siegte, gewann mit James Wattana 1992 ein Thailänder das Turnier. Während der 1991er-Ausgabe spielte John Parrott zudem mit einem 138er-Break das höchste Break des Turnieres.

## Geschichte
Das Humo Masters war in seinen Anfangsjahren ein belgisches Amateurturnier, das jedoch 1990 zum professionellen Turnier ohne Einfluss auf die Weltrangliste (Non-ranking-Turnier) erhoben wurde. Zugleich wurde es eines der Turniere der World Series. Die erste Ausgabe des professionellen Turnieres fand schließlich Mitte September 1990 in der Sporthal Schijnpoort in Antwerpen statt. Insgesamt gab es bei dem von 555 und Humo gesponserten Turnier 71.000 Pfund Sterling zu gewinnen. Es nahmen acht professionelle Spieler sowie vier belgische Amateure teil, wobei letztere in einer ersten Runde auf je einen Profi trafen und die Sieger der vier Partien anschließend im Viertelfinale gegen je einen der übrigen Profispieler antraten. Am Ende erreichten die beiden Engländer John Parrott und Jimmy White das Finale, das Parrott mit 9:6 für sich entscheiden konnte. Zudem spielte er mit einem 120er-Break das höchste Break des Turnieres.
Die zweite Ausgabe des Turnieres wurde nur noch von Humo gesponsert, wobei dennoch das Preisgeld auf 85.000 £ anstieg. Erneut in Antwerpen im September stattfindend, wurden nun neun Profispieler und sieben belgische Amateur eingeladen, wobei es sich bei einem der Profispieler um den Belgier Steve Lemmens handelte. Ab dem Achtelfinale, in dem je ein Belgier auf einen der Profispieler beziehungsweise auf einen der übrigen Profispieler traf, spielten die sechzehn Teilnehmer im K.-o.-System um den Turniersieg. Erneut erreichten mit Mike Hallett und Neal Foulds zwei Engländer das Finale, das Hallett mit 9:7 für sich entscheiden konnte. John Parrott spielte dagegen mit einem 138er-Break erneut das höchste Break der Ausgabe und überbot damit auch seinen Vorjahresrekord.
Die 1992er-Ausgabe wurde in den November geschoben; zugleich sank bei gleichbleibender Sponsorenschaft die gesamte Preisgeldsumme auf 58.000 £. Zudem wurde die Teilnehmerzahl wieder auf zwölf Spieler beschränkt, die sich aus elf führenden Profispielern und dem Belgier Steve Lemmens zusammensetzten. Als Turniermodus wurde dabei jener der ersten Ausgabe gewählt. Der Sieger der ersten Ausgabe, John Parrott, erreichte erneut das Endspiel, unterlag aber dem Thailänder James Wattana mit 5:10. Das höchste Break spielte diesmal der Schotte Stephen Hendry mit einem 130er-Break, womit er jedoch nicht Parrotts Vorjahresrekord egalisieren konnte. Infolgedessen fanden keine weiteren professionellen Ausgaben des Turnieres statt.

## Sieger
| Jahr                               | Austragungsort                     | Sieger                             | Ergebnis                           | Finalist                           | Sponsor                            | Saison                             |
| Humo Masters – Non-ranking-Turnier | Humo Masters – Non-ranking-Turnier | Humo Masters – Non-ranking-Turnier | Humo Masters – Non-ranking-Turnier | Humo Masters – Non-ranking-Turnier | Humo Masters – Non-ranking-Turnier | Humo Masters – Non-ranking-Turnier |
| ---------------------------------- | ---------------------------------- | ---------------------------------- | ---------------------------------- | ---------------------------------- | ---------------------------------- | ---------------------------------- |
| 1990                               | Antwerpen – Sporthal Schijnpoort   | John Parrott                       | 9:6                                | Jimmy White                        | 555, Humo                          | 1990/91                            |
| 1991                               | Antwerpen – unbekannt              | Mike Hallett                       | 9:7                                | Neal Foulds                        | Humo                               | 1991/92                            |
| 1992                               | Antwerpen – unbekannt              | James Wattana                      | 10:5                               | John Parrott                       | Humo                               | 1992/93                            |